# Betriebshof Finkenstraße

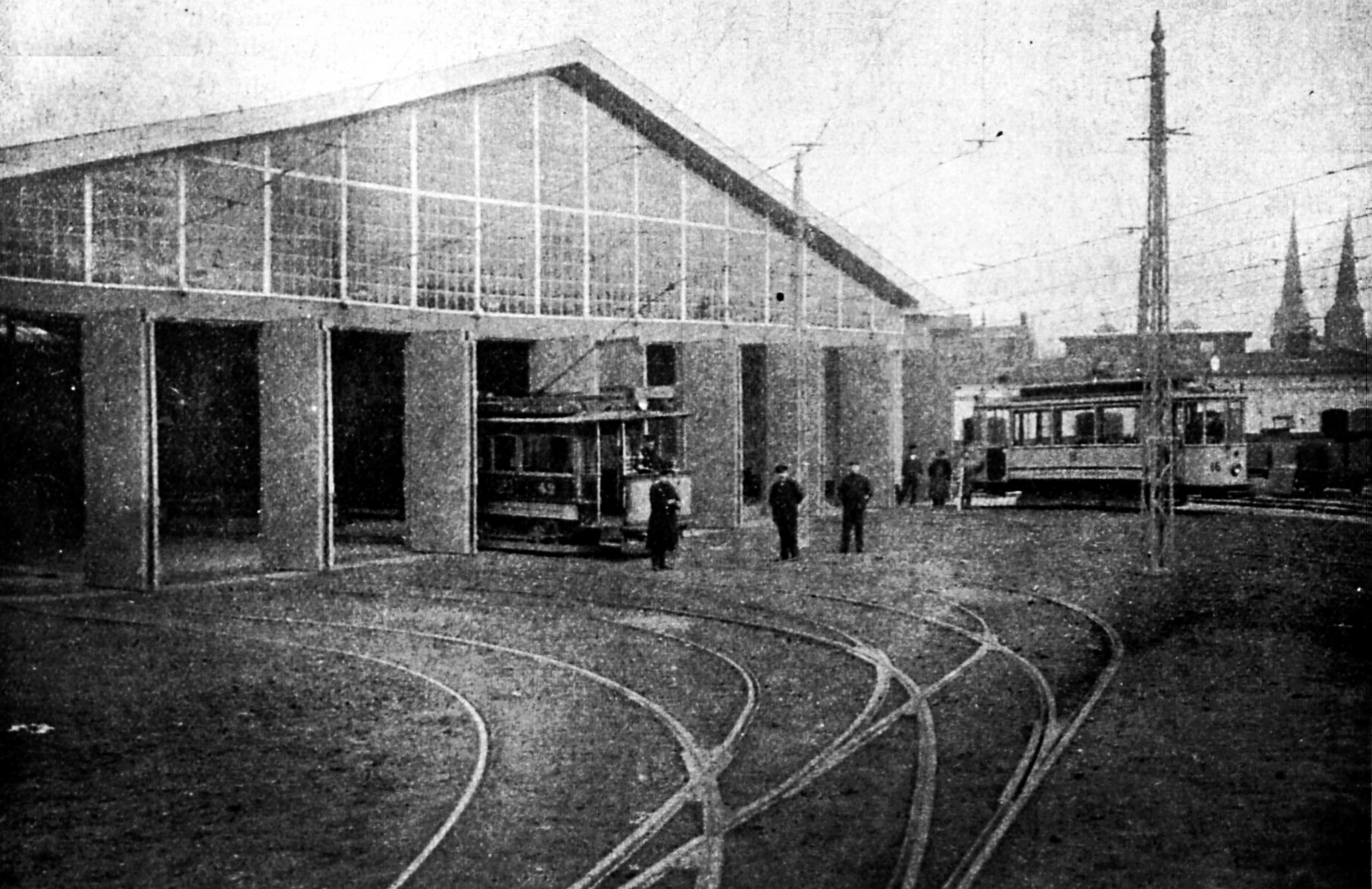
Außenansicht (1911)

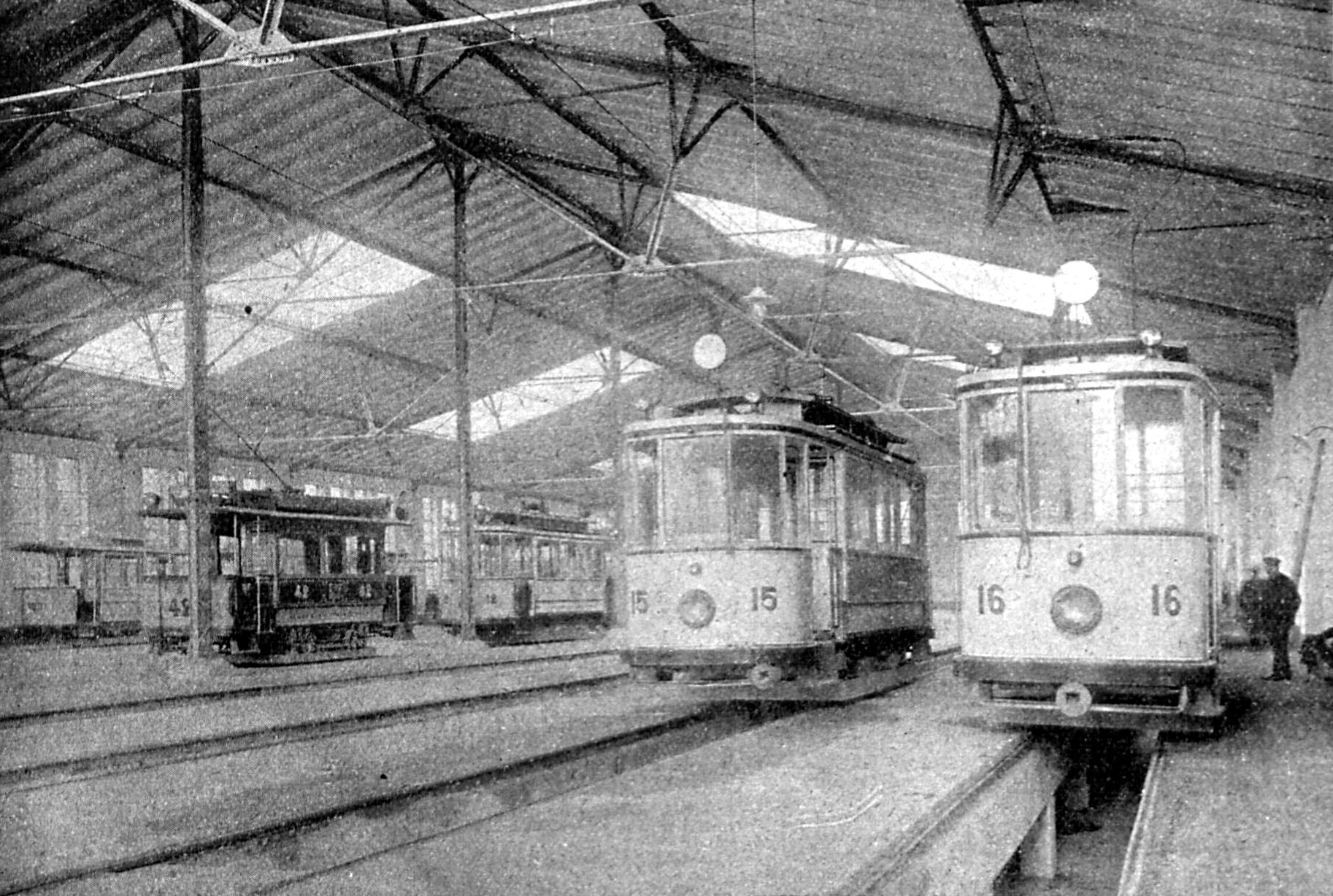
Innenansicht diagonal

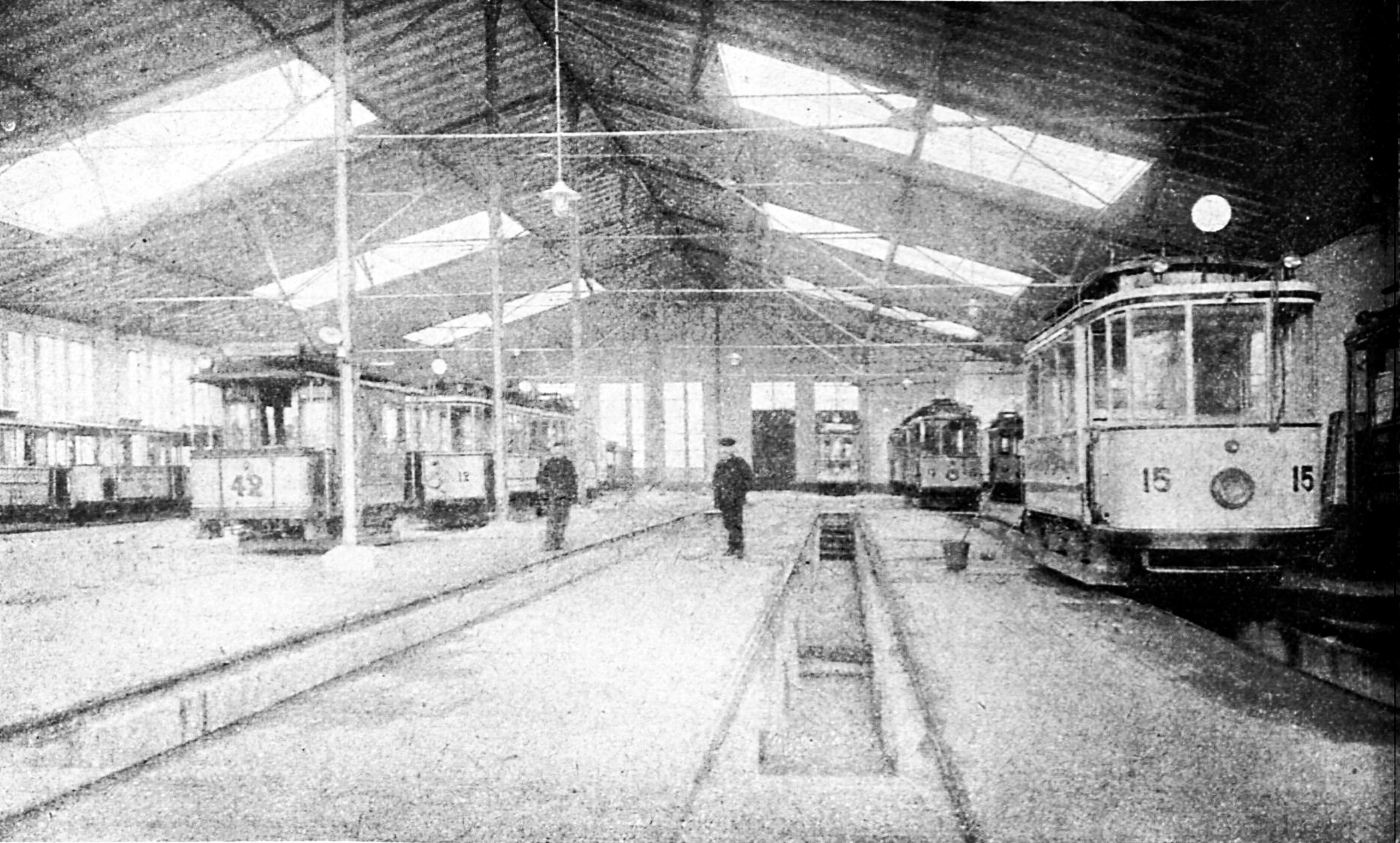
Innenansicht vertikal

Der Betriebshof Finkenstraße war ein Depot mit Wagenhalle und Reparaturwerkstatt der Straßenbahn Lübeck.

## Geschichte
Durch die Eröffnung der Strecke nach St. Lorenz Süd und Moisling sowie die geplante Verbindung nach Schwartau, das 1912 sein Stadtrecht erhalten sollte, wuchs der Linienverkehr westlich des Holstentores, so dass die Errichtung einer weiteren geräumigen Wagenhalle mit Reparaturwerkstatt dringend notwendig wurde. Das städtische Hochbauamt führte daraufhin südwestlich der Altstadtinsel, an der Nordseite der Finkenstraße, den Bau einer Halle aus. Am 3. Dezember 1911 wurde die neue Halle in Betrieb genommen.

## Beschreibung
Die neue Halle war schon äußerlich als reiner Zweckbau charakterisiert. Auch im Inneren sprach das offene eiserne Sparrenwerk des Dachstuhls die neue Sprache der Technik. Schamhafte Verhüllungen und zwecklose Verzierungsversuche eines zu jener Zeit meist überwunden geglaubten Schönheitsbegriffes, nach dem die Zeichen der Statik durch pseudoarchitektonische Bestandteile zu verschleiern waren, wurden nicht mehr angewandt.
Die zurückliegende Straßenfront des Gebäudes bestand aus acht Wellblechtoren. Das darüber liegende Giebelfeld, das ein stumpfwinkliges Satteldach abschloss, war vollständig verglast. Durch jedes der Tore führte ein Gleis.
Die Länge der Halle betrug 84 Meter, die Breite 32,3 Meter und deren Höhe vom Fußboden bis zum Hauptgesims 5,6 Meter. Die Innere erhielt tagsüber Licht durch große Dachfenster, durch die Giebelfenster der Vorderseite und einer Reihe von Fenstern auf er Längsseite links vom Eingang. An der Hallenrückseite befanden sich noch zwei Tore. Durch eines dieser Tore führte ein Gleis in die Werkstatt. Diese war, wie alle Nebenräume, rechts vom Eingang in die Wagenhalle angebaut worden.
Hinter der Werkstatt lagen der Aufsichtsraum mit dem Schalter, durch den der dahinter liegende Mannschaftsraum überblickt werden konnte. Im Aufsichtsraum befanden sich große Fahrkartenschränke, deren Doppeltüren ebenfalls von oben bis unten Regale für Fahrkarten enthielt.
An den Mannschaftsraum schloss sich ein Lagerraum für Kohle, Sand und Salz an. Unter diesem lag der Kessel für die Dampfheizung der Werkstattgruben und der so gleichzeitig die darüber lagernden Vorräte trocken hielt. An den Lagerboden schlossen sich Toiletten und ein verfügbarer Raum an.
Die Haupthalle war für eine Kapazität von 80 Wagen auf acht Gleisen. In der Halle befanden sich zwischen den Schienen Wartungsgruben. Sie standen unter den Eisenbetonfußböden miteinander in der Art in Verbindung, dass der ganze Fußboden in Höhe von etwa einem Meter von der Grubensohle aus gewissermaßen unterkellert war. Von den Gruben aus, die nicht ganz mannshoch waren, konnte das Untergestell der Wagen bequem untersucht werden. Im Winter wurden die Gruben ferner vom Kesselhaus aus beheizt, damit gefrorener Schnee an Rädern und Achsen schnell wieder abtaute.
Ein Zaun trennte die Anlage von der Finkenstraße. Die letzten Jahre teilten sich die Straßenbahnwagen das Depot mit Omnibussen, nach Einstellung des Schienenverkehrs 1959 handelte es sich um ein reines Busdepot. Heute ist die Finkenstraße eine Sackgasse und das einstige Depotgelände Teil des Drägerwerk-Areals an der Moislinger Allee. Die ehemaligen Bauten des Betriebshofs sind abgerissen worden.